# 马克尔
马克尔（？—前16年），古罗马作家和诗人，来自维罗纳。他模仿古希腊诗人，著有说教诗作《鸟》和《蛇》，名扬一时。同时他还与其他诗人相互交往，现已失传。